# Blomsterflickan (film, 1935)
Blomsterflickan är en tysk komedifilm från 1935 i regi av Erich Engel med Jenny Jugo och Gustaf Gründgens i huvudrollerna. Den är en filmatisering av George Bernard Shaws pjäs Pygmalion från 1913 med tyskt manus av Walter Wassermann och Heinrich Oberländer.

## Handling
Professor Higgins bestämmer sig för att genomföra ett experiment. Han vill lära den enkla blomsterförsäljerskan Elisa Dolittle att bli en dam av klass. Experimentet försvåras dock när kärlek börjar uppstå emellan dem.

## Rollista, urval
- Jenny Jugo – Elisa Doolittle
- Gustaf Gründgens – Higgins
- Anton Edthofer – Pickering
- Hedwig Bleibtreu – fru Higgins
- Käthe Haack – Mrs. Pearce
- Olga Limburg – Mrs. Hill
- Hans Richter – Johnny